# Tarmasz
Tarmasz, née en 1991 en Alsace, est une dessinatrice de bande dessinée, illustratrice, tatoueuse et créatrice de jeux vidéo française, vivant actuellement à Angoulême.

## Biographie
Tarmasz commence à tatouer en 2012 après avoir fait la formation FCIL Illustration à Corvisart à Paris et se fait remarquer grâce à son style graphique influencé par l'art médiéval, l'esthétique mythologique, ainsi que par des dessinateurs de bande dessinées comme Mike Mignola et Sergio Toppi. En parallèle, elle crée et dessine des fanzines et publie de nombreuses bande dessinées sur Internet via son blog.
En 2014, elle est lauréate du Prix Révélation Blog du Festival de la Bande Dessinée d'Angoulême.
En 2018, elle publie sa première bande dessinée aux éditions Delcourt, Voyage en république de Crabe. Elle participe également à la bande dessinée collective Doggybags : Sangs d'Encre, publié par le Label 619, qui sort également en 2018.
En 2019, son album Alma est publié aux éditions Même Pas Mal, après avoir été financé sur Ulule en réunissant plus de 17 000 euros sur un objectif initial de 3 000 euros. La même année, en collaboration avec la dessinatrice de bande dessinée Élodie Shanta, elle ouvre Rascasse, un salon de tatouage se trouvant à Uccle en Belgique.
En 2020, elle publie Bisous de Feu, un petit jeu vidéo dont l'univers est tiré d'un de ses webcomic.

## Œuvres

### Bandes dessinées
- Voyage en République de Crabe, éditions Delcourt, 4 avril 2018, 112 p.  (ISBN 978-2-413-00012-9)[12]
- Alma, éditions Même Pas Mal, 10 octobre 2019, 119 p.  (ISBN 978-2-918645-51-1)[13]
- Le tournoi d'Alifar, éditions Même Pas Mal, 10 septembre 2021, 120 p.  (ISBN 978-2-918645-64-1)[14]
- Le merveilleux royaume des humains, avec Chariospirale, éditions Exemplaire, 30 mai 2024, 112 p.  (ISBN 978-2-918645-73-3)

#### Ouvrage collectif
- Doggybags : Sangs d'Encre, scénarisé par Tanguy Mandias, Label 619, 21 septembre 2018, 288 p.  (ISBN 979-10-335-0886-1)

### Jeu vidéo
- Bisous de Feu, itch.io, 20 mai 2020[15]